# Gretchen Peters
Gretchen Peters (Bronxville, 14 novembre 1957) è una cantautrice e musicista statunitense.

## Biografia
Nel 1988 Gretchen Peters si è trasferita a Nashville ed ha trovato fortuna come autrice di canzoni per altre cantanti  Martina McBride, Etta James, Trisha Yearwood, Patty Loveless, George Strait, Anne Murray, Shania Twain, Neil Diamond e coautrice di Bryan Adams. È entrata con tre dischi nella Official Albums Chart tra il 2012 e il 2018, raggiungendo il piazzamento migliore con Blackbirds alla 39ª posizione.
Nel 1995 ha vinto un CMA Award mentre ad ottobre 2014 è stata introdotta nella Nashville Songwriters Hall of Fame.

## Discografia

### Album in studio
- 1996 – The Secret of Life
- 2001 – Gretchen Peters
- 2004 – Halcyon
- 2007 – Burnt Toast & Offerings
- 2008 – Northern Lights
- 2009 – One to the Heart, One to the Head (con Tom Russell)
- 2012 – Hello Cruel World
- 2015 – Blackbirds
- 2018 – Dancing with the Beast
- 2020 – The Night You Wrote That Song

### Album dal vivo
- 2006 – Trio: Recorded Live
- 2013 – Woman on the Wheel: Live from the Hello Cruel World Tour 2012

### Raccolte
- 2009 – Circus Girl: The Best Of

### Singoli
- 1996 – When You Are Old
- 1996 – I Ain't Never Satisfied
- 1997 – The Secret of Life
- 2012 – Hello Cruel World

## Collaborazioni
Tracce di album scritte o co-scritte da Gretchen Peters:
- Alabama - New Years Eve 1999
- Bryan Adams - Rock Steady
- Bryan Adams - Low Life
- Bryan Adams - I Think About You
- Bryan Adams - Hey Elvis
- Bryan Adams - A Little Love
- Bryan Adams - If You Wanna Be Bad
- Bryan Adams - When You Love Someone
- Bryan Adams - Bin There, Done That
- Bryan Adams - C’mon, C’mon, C’mon
- Bryan Adams - Getaway
- Bryan Adams - Cloud Number Nine
- Bryan Adams - I’m A Liar
- Bryan Adams - Inside Out
- Bryan Adams - So Hard To Love
- Bryan Adams - Where Angels Fear To Tread
- Bryan Adams - Hey Baby
- Bryan Adams - Here I Am
- Bryan Adams - I Love Ya Too Much
- Bryan Adams - Brothers Under The Sun
- Bryan Adams - Don’t Let Go
- Bryan Adams - Blessing in Disguise
- Bryan Adams - East Side Story
- Bryan Adams - I Don’t Wanna Live Forever
- Bryan Adams - I Was Only Dreaming
- Bryan Adams - Nowhere Fast
- Bryan Adams - She’s A Little Too Good For Me
- Bryan Adams - This Side Of Paradise
- Bryan Adams - Tonight We Have the Stars
- Bryan Adams - Mysterious Ways
- Bryan Adams - Flower Grown Wild
- Bryan Adams - Saved
- Bryan Adams - The Way of the World
- Bryan Adams - You’ve Been A Friend To Me
- Bryan Adams - No Time For Love
- Bryan Adams - Party Friday Night, Party Sunday Morning
- Bryan Adams - Joe and Mary
- Bryan Adams - So Happy It Hurts
- Bryan Adams - What If There Were No Sides At All
- Joe Barnhill - Chill Of An Early Fall
- Cee Cee Chapman - Dance With The One That Brought You
- Patricia Conroy - My Baby Loves Me
- Billy Ray Cyrus - Hey Elvis
- Neil Diamond - Talking Optimist Blues
- Ben Glover - Blackbirds
- The Gordons – At The End Of A Long Hard Day
- Faith Hill - The Secret Of Life
- Etta James - Love’s Been Rough On Me
- Patty Loveless - Like Water Into Wine
- Lowen & Navarro - Cry
- Martina McBride - Independence Day
- Maureen McCormick - Go West
- Martina McBride - My Baby Loves Me
- Martina McBride - This Uncivil War
- Martina McBride - When You Are Old
- Anne Murray - What Would It Take
- George Strait - Chill Of An Early Fall
- Randy Travis - High Lonesome
- Shania Twain - Dance With The One That Brought You
- Carrie Underwood - Independence Day

## Riconoscimenti
| Anno | Evento                           | Categoria                             | Nomination                   | Risultato       |
| ---- | -------------------------------- | ------------------------------------- | ---------------------------- | --------------- |
| 1995 | Country Music Association Awards | Single of the Year                    | Independence day             | Vincitore/trice |
| 1995 | Grammy Awards                    | Best Country Song                     | Independence day             | Candidato/a     |
| 1996 | Academy of Country Music Awards  | Best Country Song                     | You Don't Even Know Who I Am | Candidato/a     |
| 1996 | Grammy Awards                    | Single of the Year                    | You Don't Even Know Who I Am | Candidato/a     |
| 2002 | World Soundtrack Academy         | Best Original Song Written for a Film | Here I Am                    | Candidato/a     |
| 2002 | Golden Globe                     | Best Original Song                    | Here I Am                    | Candidato/a     |
| 2003 | ASCAP                            | Top Box Office Films                  | Here I Am                    | Vincitore/trice |
| 2016 | UK Americana Association         | International Album of the Year       | Blackbirds                   | Vincitore/trice |
| 2016 | UK Americana Association         | International Artist of the Year      | Gretchen Peters              | Candidato/a     |
| 2016 | UK Americana Association         | International Song of the Year        | Blackbirds                   | Vincitore/trice |
| 2021 | Academy of Country Music Awards  | Poet's Award                          | Gretchen Peters              | Vincitore/trice |